# GBU-10 Paveway II
GBU-10 PAVEWAY II je americká letecká laserem naváděná bomba, která je založená na klasické bombě Mk. 84 o hmotnosti 2 000 liber (907 kg) s přidaným nosem pro vyhledávání značkovacího laseru s počítačovou řídicí jednotkou a řiditelnými aerodynamickými plochami (kormidly) pro řízení bomby. Zbraň patří do rodiny obdobných zbraní s označením PAVEWAY. Patří mezi tzv. „chytré bomby“. Bomba se používá od roku 1976 dodnes. V současné době je používána ozbrojenými složkami Spojených států amerických (USAF, US Navy a USMC), australským letectvem (Royal Australian Air Force) a letectvy několika států NATO.

## Vývoj a popis
Pumy GBU-10 se vyráběly v několika variantách, které se liší použitými křídly a zapalovači. Dle použité konfigurace se hmotnost bomby pohybuje od 2 055 liber (934 kg) do 2 103 liber (956 kg).
Bomby GBU-10 (podobně jako ostatní bomby označené PAVEWAY) jsou vyráběny zbrojařskými společnostmi Lockheed Martin a Raytheon. Společnost Raytheon zahájila výrobu poté, co zakoupila výrobní linku od společnosti Texas Instruments. Společnost Lockheed Martin se připojila ke kontraktu společnosti Raytheon během výpadku ve výrobě, který byl způsobený přemísťováním výroby z Texasu. Společnost Raytheon vyrábí zařízení Paveway II v Arizoně, Texasu a v Novém Mexiku. Lockheed Martin vyrábí zbraně v Pensylvánii.
Laserem řízené bomby jsou často nazývány „chytré bomby“, protože jsou schopné padat na cíl po nebalistické dráze, ale navádějí se podle laseru, kterým je zamýšlený cíl označen. Specifikace vydané společností Raytheon pro soupravu Paveway II uvádějí, že 99% takto řízené munice dopadne na cíl s odchylkou do 3,6 stopy (1 m) oproti klasickým neřízeným bombám svržených za stejných podmínek, které v 99% případů dopadnou v okruhu 310 stop (94,5 m) kolem cíle.

## Popis funkce

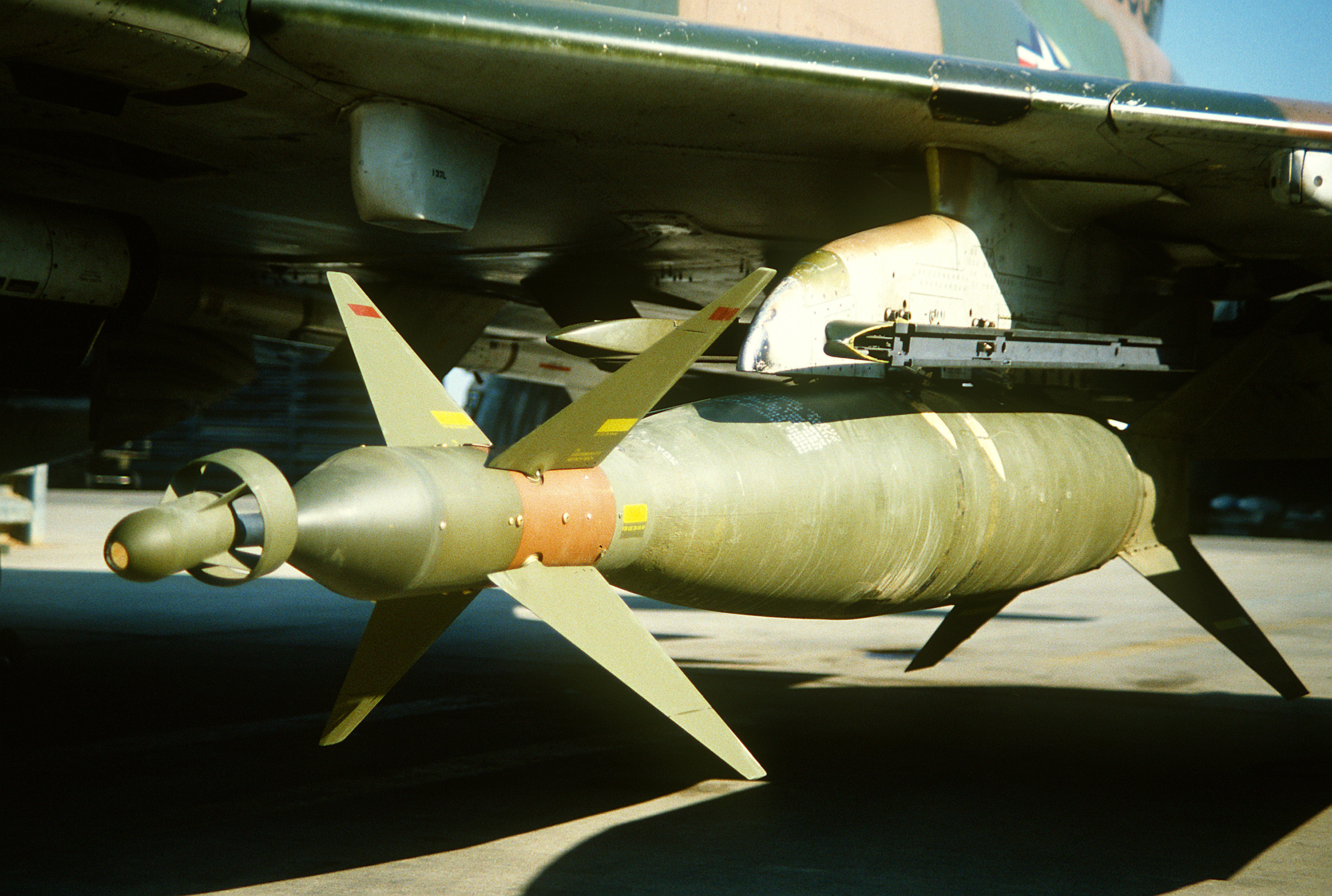
Bomba GBU-10 pod křídlem letounu F-4E Phantom v roce 1982.

Pro správnou funkci je nezbytné, aby byl zamýšlený cíl ozařován laserem z laserového značkovače, který může být umístěn na jiném letounu nebo ovládán pozemní obsluhou. Vyhledávací hlavice bomby se zaměří na značku tvořenou energií laseru, který se odráží od cíle.
Bomba nemá vlastní pohon. K cíli se pohybuje klouzavým pádem po odhození z dostatečné výšky, přičemž je tento pád řízen výklopnými řídicími plochami.
Jak společnost Lockheed Martin, tak i Raytheon vyvinuly verzi pumy GBU-10 s řízením pomocí GPS. Lockheed Martin nazývá tuto verzi DMLGB (Dual-Mode LGB) GPS/INS. Námořnictvo Spojených států pověřilo společnost Lockheed Martin v roce 2005 dalším vývojem tohoto zbraňového systému. GPS/INS verze zbraně společnosti Raytheon je známá pod označením GBU-50/B nebo také EGBU-10. Raytheon vyrábí tyto zbraně na export pro Královské letectvo.